# Dicranota perproducta
Dicranota (Rhaphidolabis) perproducta là một loài ruồi trong họ Pediciidae. Chúng phân bố ở vùng Indomalaya.